# Градска општина Нови Сад
Градска општина Нови Сад је бивша градска општина града Новог Сада. Формирана је 14. јуна 2002, а укинута 25. марта 2019. Обухватала је делова града са леве, бачке, обале Дунава.
Површина Општине Нови Сад износила је 671,8 km², а према попису из 2011. године на њеној територији је живело 307 760 становника.
Општину су чинила насељена места:
- Нови Сад, који је био и седиште ове градске општине
- Футог
- Ветерник
- Бегеч
- Кисач
- Руменка
- Степановићево
- Каћ
- Ченеј
- Будисава
- Ковиљ

Иако је тадашњим Статутом Града Новог Сада било предвиђено формирање органа две градске општина Града Новог Сада, то није никада учињено. Две градске општине су постојале само формално и статистички.